# Rhytidoponera levior
Rhytidoponera levior is een mierensoort uit de onderfamilie van de Ectatomminae. De wetenschappelijke naam van de soort is voor het eerst geldig gepubliceerd in 1925 door Crawley.